# Mercedes-Benz W213
Mercedes-Benz W213 — сімейство автомобілів п'ятого покоління E-класу (класорозмір бізнес-автомобіль) німецької преміум-марки Mercedes-Benz, яке виробляється з 2016 року.
Він замінив попередню серію 212 і доступний як седан (W 213) або універсал (S 213). Існує довга версія (V 213) для китайського ринку. Купе та кабріолет як C 238 та A 238 відповідно утворюють незалежну серію 238.

## Опис

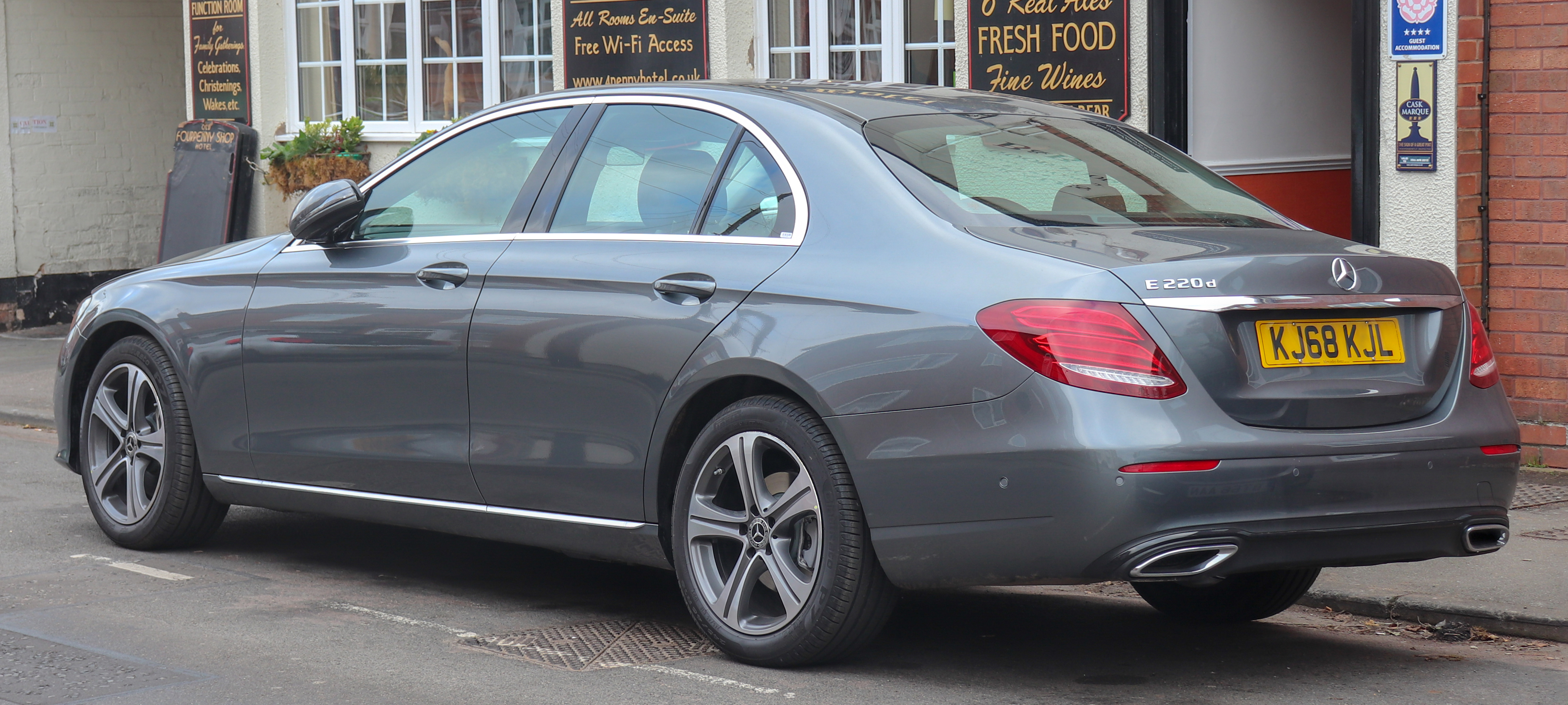
Mercedes-Benz E 220d (W213)

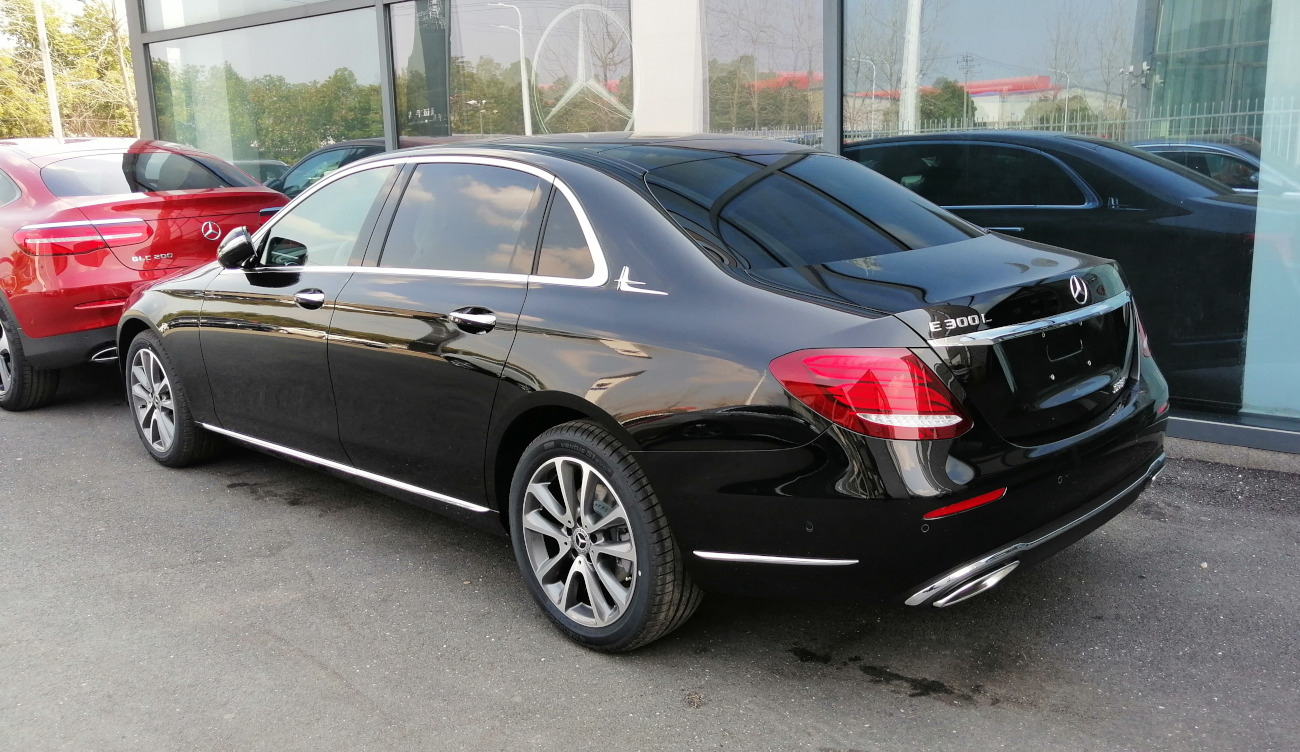
Mercedes-Benz E 300L (V213)

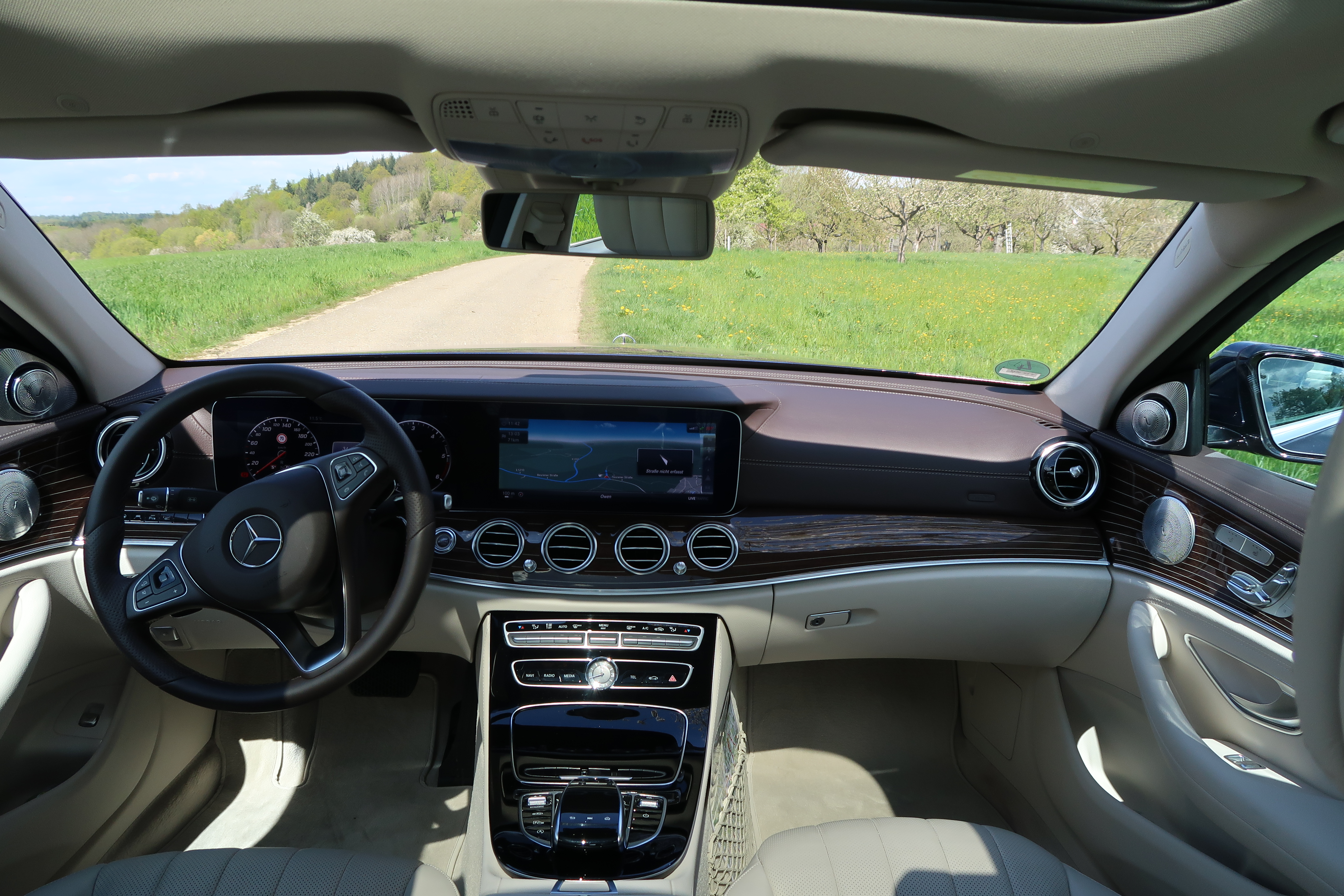
Салон Mercedes-Benz W213

«Мерседес-Бенц» E-класу з середини 1990-х років створювався з відмінним від інших автомобілів цього виробника дизайном, що характеризується особливою формою передньої оптики, що складається з чотирьох розділених фар. Дизайн четвертого покоління серії, представленого в 2009 році, відрізнявся від попередніх рішень різкими лініями і гранями, однак зберігав стилістичні особливості передньої оптики. Проте новій моделі лінійки бізнес-седанів компанія планувала надати більш обтічну і агресивну форму, приклад якої відпрацьовувався на автомобілі «Мерседес-Бенц» 212 серії після рестайлінгу 2013 року. Витрати на розробку нового зовнішнього вигляду та інші доробки склали близько 1 млрд євро (в цілому на розробку всіх моделей серії в різних кузовах), що за версією порталу Edmunds робить рестайлінг моделі найдорожчим в історії автомобілебудування.
Офіційна презентація інтер'єру нового покоління E-класу з заводським індексом 213 відбулася в грудні 2015 році. Зовнішній вигляд автомобіля, проте, залишився розсекреченими.
Презентація Mercedes-Benz W213 відбулася 11 січня 2016 року на Детройтському автосалоні. Продажі стартували в квітні 2016 року. Топова версія E63 AMG стане доступна, імовірно, в 2017 році. Крім седана, модель буде продаватися з кузовами універсал (S 213), підвищений універсал All-Terrain (X 213), купе (C 238) і кабріолет (A 238). 
Для китайського ринку пропонується довгобазова версія седана (V213).

### Фейсліфтинг 2020

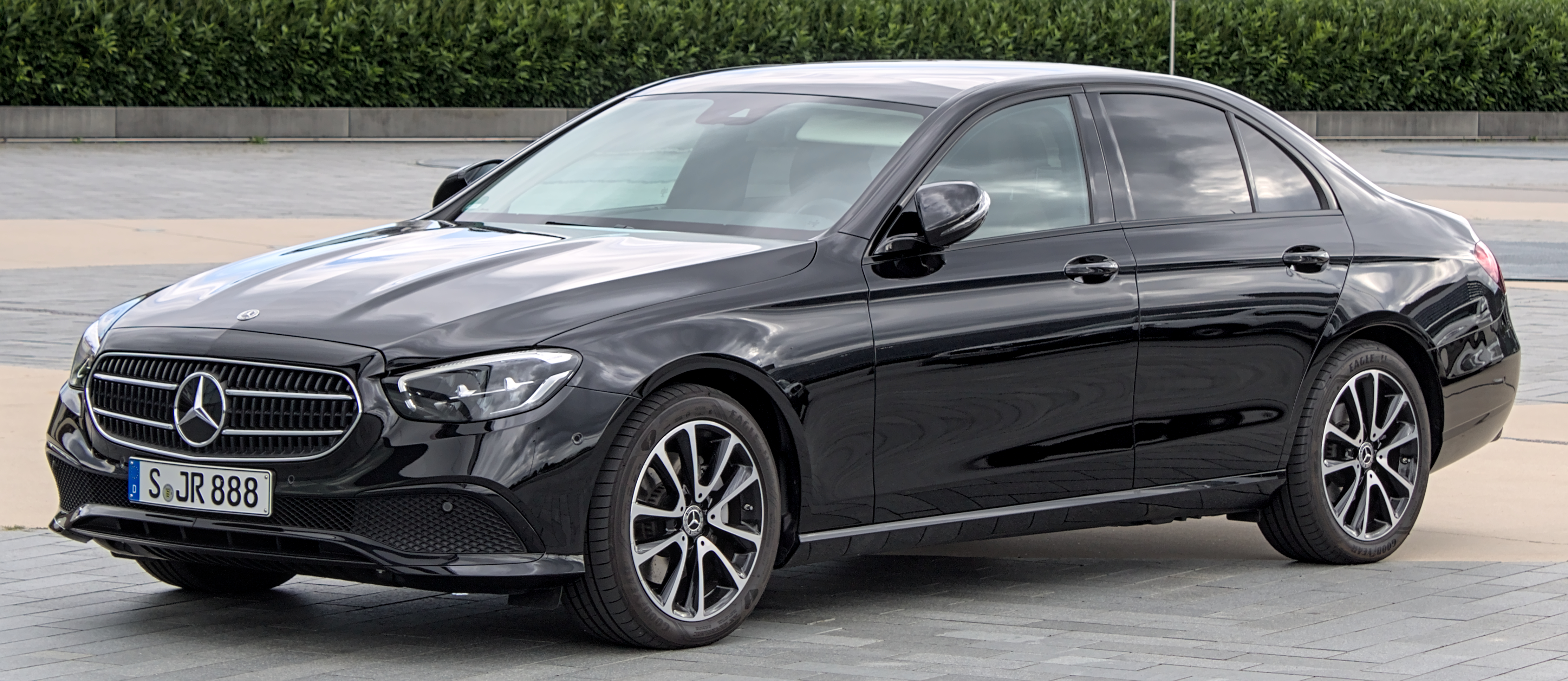
Mercedes-Benz E 200d (W213) фейсліфтинг 2020

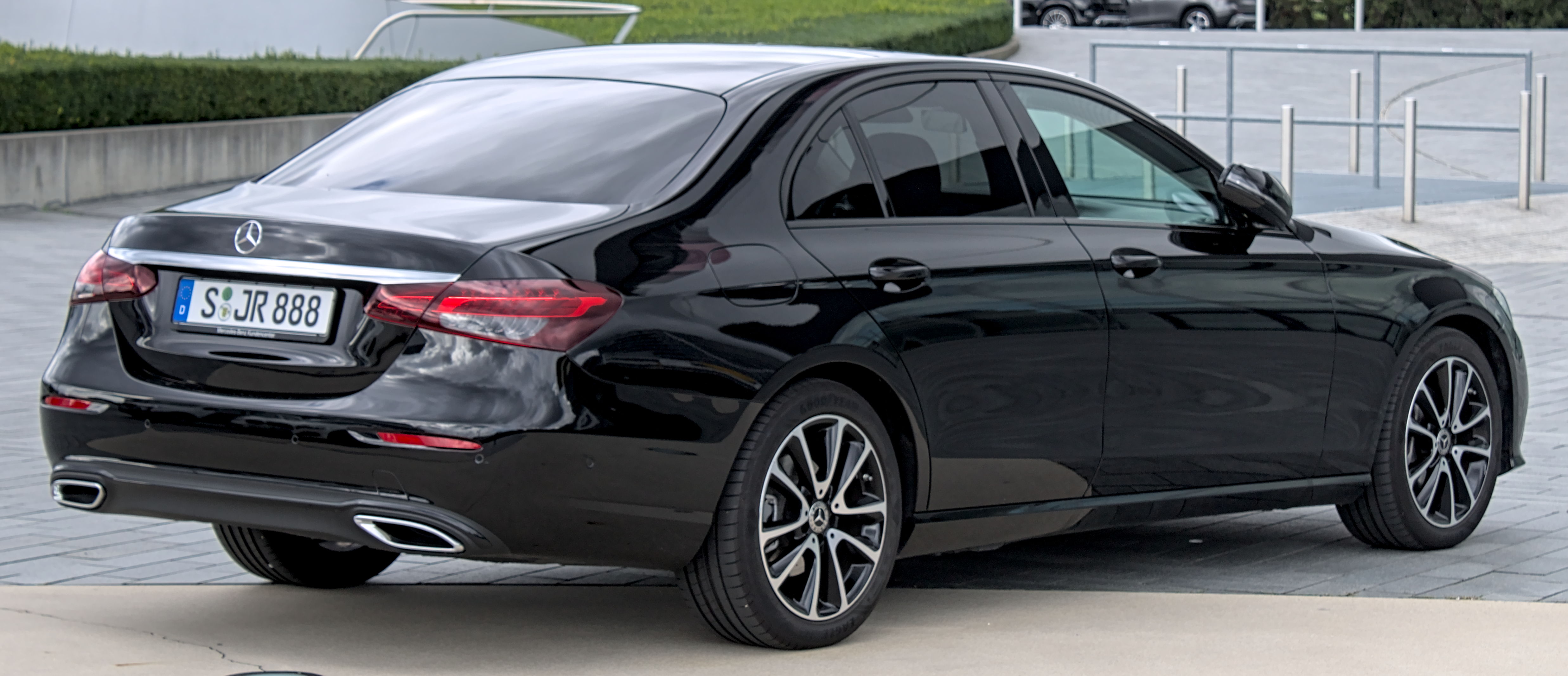
Mercedes-Benz E 200d (W213) фейсліфтинг 2020

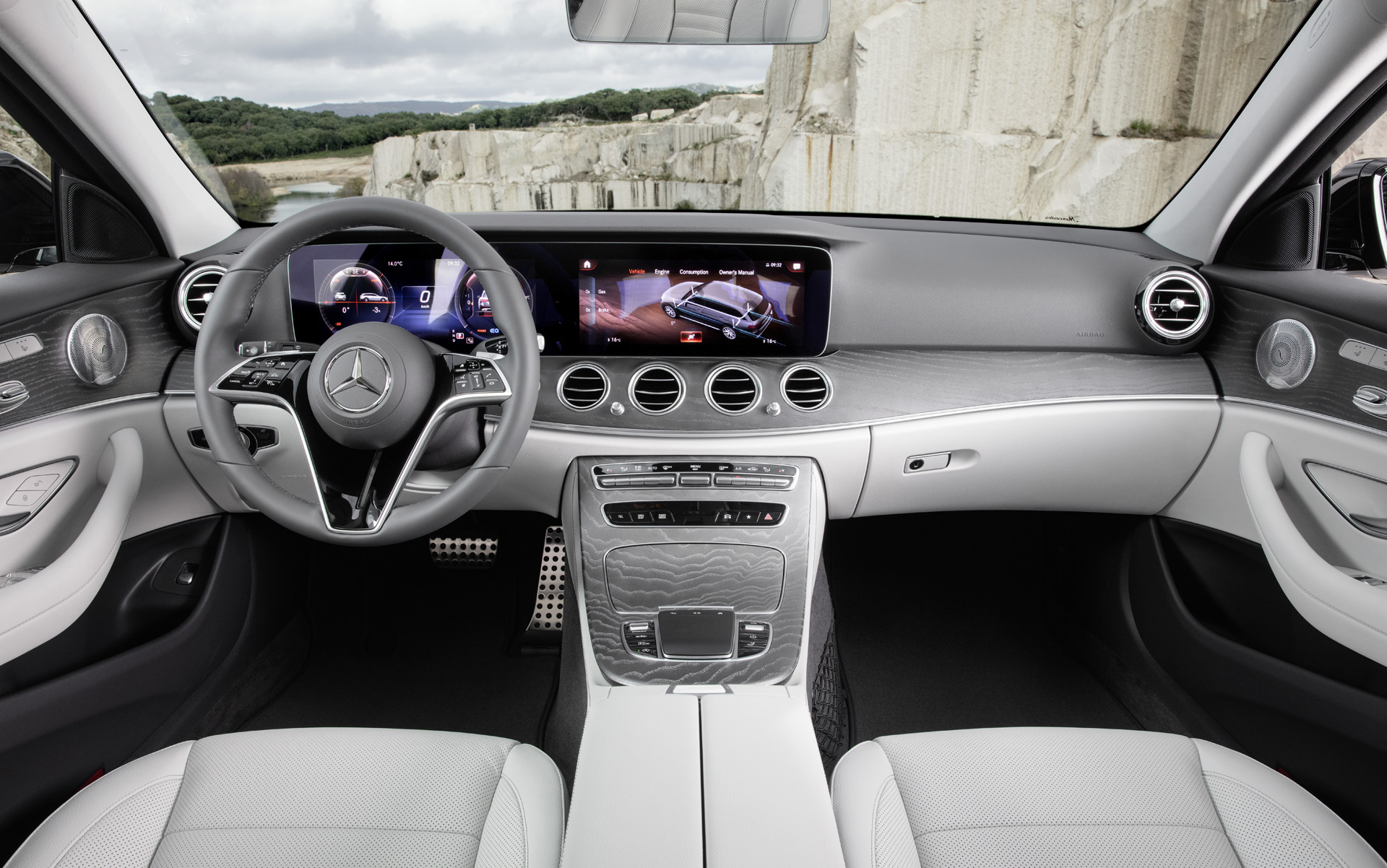
Салон Mercedes-Benz W213

У 2020 році автомобіль піддався рестайлінгу, в результаті якого 213 серія отримала оновлену передню оптику і задні ліхтарі, нове кермове колесо, останню версію мультимедійної системи MBUX, два екрани по 10,25 дюйма в стандартній комплектації, покращений адаптивний круїз-контроль, нові і оновлені електронні помічники, а також коригування моторної гами моделі. Автомобіль надійшов у продаж в червні 2020 року.

## Будова автомобіля

### Шасі
В основі Mercedes-Benz E-класу нового покоління лежить платформа MRA (поздовжнє розташування агрегату), яка використовується на останніх моделях S- і C-класів. Покупцям пропонується три варіанти підвіски зі змінним керуванням демпфування: Comfort, Comfort Avantgarde і Sport. На замовлення доступна пневматична підвіска Air Body Control, в якій використовуються багатокамерні пневматичні пружини (дві камери для кожного з передніх коліс і три камери на кожному із задніх коліс), завдяки чому система забезпечує змінні жорсткість, демпфування, висоту шасі і самовирівнюючі можливості.
Всі версії купе нового Е-класу оснащені шасі Direct Control з амплітудно-залежними амортизаторами. Підвіска автомобіля занижена на 15 мм в порівнянні з варіантом в кузові седан. В якості опції доступні адаптивна підвіска зі звичайними пружинами (Dynamic Body Control) і пневматична (Air Body Control).

#### Підвіска
Підвіска у базовій версії нового E-класу — зі сталевими пружинами, доступна в трьох варіантах: 1) комфортна, 2) трохи жорсткіша і занижена на 15 мм Avantgarde і 3) спортивна, також занижена. Передня і задня підвіски — незалежні і багатоважільні. В обох встановлені гвинтові пружини і одно-трубні газонаповнені амортизатори з SDD.
У топових комплектаціях доступна багатокамерна адаптивна пневмопідвіска з автоматичним регулюванням жорсткості Air Body Control (такою ж оснащується кросовер Mercedes-Benz GLC-класу) і п'ятьма доступними режимами: «Комфорт», «ЕКО», «Спорт», «Спорт+» і «Індивідуальний». Перевагами даної системи є три камери різного розміру в пружинних стійках задньої осі і дві в пружинних стійках передньої осі, які дозволяють контролювати жорсткість підвіски в три етапи, що значно позначається на рівні комфорту при їзді по нерівних поверхнях. Крім того, пневматична підвіска AIR BODY CONTROL забезпечує всебічне самонівелювання для забезпечення високого рівня комфорту навіть при завантаженому автомобілі. Вона автоматично регулює висоту транспортного засобу в залежності від швидкості і знижує витрату палива на автомагістралі, наприклад, шляхом зниження кліренсу автомобіля. При русі по нерівних або під'їзних дорогах дорожній просвіт може бути збільшений натисненням однієї кнопки перемикача регулювання висоти. Багатокамерна пневматична підвіска також доповнюється постійнодіючою системою регулювання демпфування з електронним управлінням, яка повністю адаптує амортизацію на кожному окремому колесі до поточної дорожньої ситуації і дорожніх умов — при виконанні ухильних маневрів або водінні на поганих дорожніх покриттях, наприклад.

#### Трансмісія
У базовій комплектації автомобіль на момент запуску в продаж (моделі E200, E220d, E350d і E350e) оснащується гідромеханічною 9-ступінчастою автоматичною коробкою перемикання передач 9G-Tronic, як для седанів, так і для версій в кузові купе, універсал і кабріолет.
Маса агрегату становить 95 кг, максимальний крутний момент дорівнює 1000 Нм, а заявлений ККД — 92 %. Дана трансмісія дозволяє швидко і плавно перемикати передачі і забезпечує низькі оберти двигуна, що сприятливо впливає на паливну ефективність і рівень шуму. У Е-класу в кузові купе силовий діапазон КПП становить 8,92.

#### Кермове управління
На автомобіль встановлюється електромеханічне кермове управління із змінним передавальним відношенням, яке повинно сприяти підвищенню комфорту при прокручуванні керма, що регулюється в залежності від швидкості руху автомобіля. Передавальне відношення варіюється при цьому в залежності від кута повороту кермового колеса. Ще одна перевага даного механізму, за заявою компанії, полягає в тому, що воно не тільки покращує ходові якості моделі, а й сприяє також зниженню витрати палива. За допомогою функції Direct Steer є можливість налаштувати чутливість не тільки підвіски, а й кермового управління.
Спортивні модифікації від підрозділу Mercedes-AMG оснащуються електромеханічним спортивним гідропідсилювачем керма з зубчастою рейкою, регульованим передавальним відношенням (15,5:1) і кермовим управлінням зі змінним зусиллям.

#### Гальмівна система
Автомобілі серії Mercedes-Benz W213 і спереду і ззаду оснащуються дисковими вентильованими гальмівними механізмами.
На модифікації від підрозділу Mercedes-AMG встановлюється двоконтурна гідравлічна гальмівна система з вакуумним підсилювачем і ступінчастим гальмівним циліндром. У передній частині автомобілі оснащуються 360-міліметровими (E63) або 390-міліметровими (E63S) вентильованими і перфорованими дисковими гальмами з шестипоршневих алюмінієвим супортом, в задній — 360-міліметровими вентильованими і перфорованими дисковими гальмами з однопоршневим алюмінієвим плаваючим гальмівним супортом. На замовлення доступна легка композитна керамічна гальмівна система, здатна впоратися з більш високими навантаженнями при гальмуванні.

### Двигуни

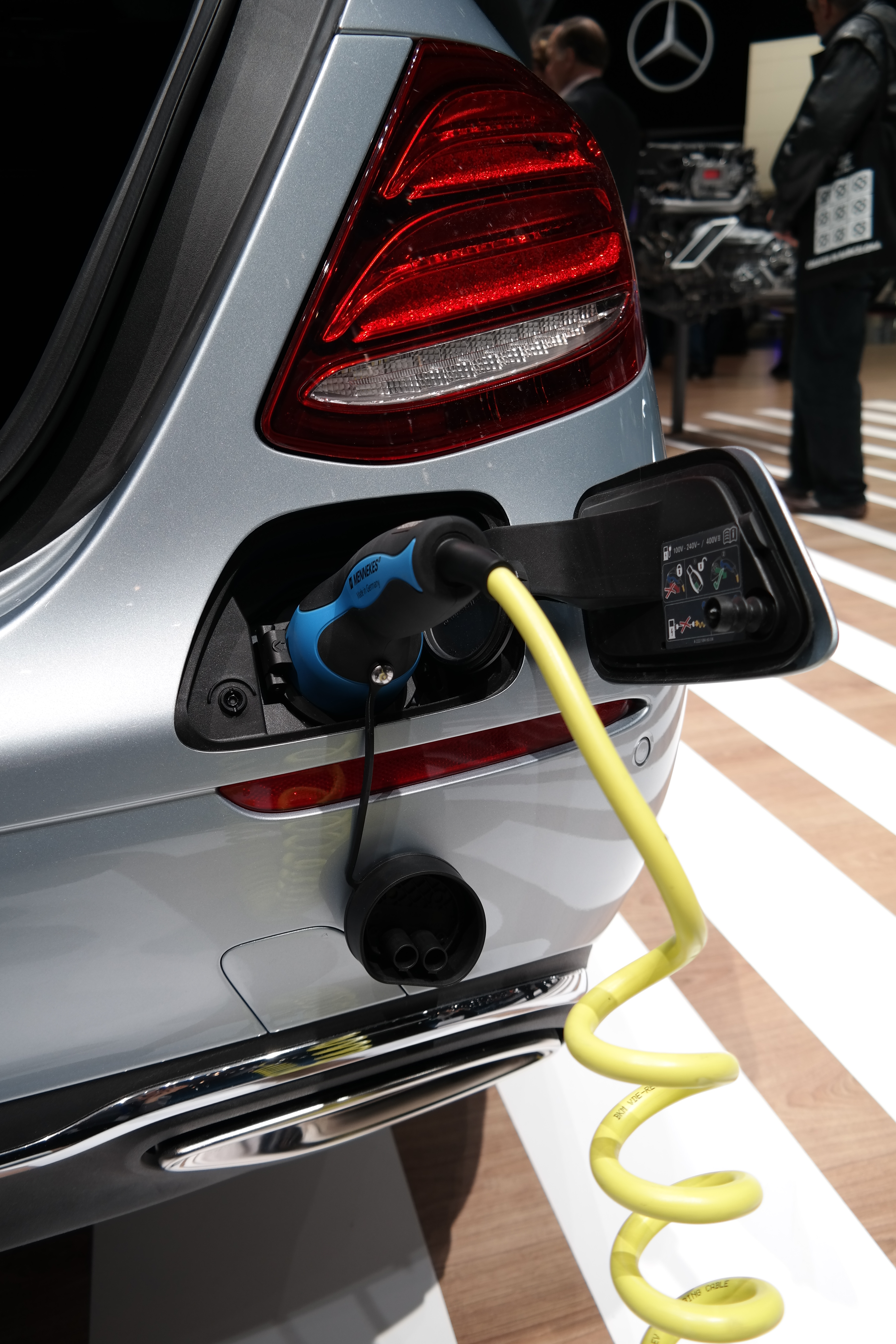
W213 Plug-in Hybrid

#### Бензинові
| Модель    | Роки виробництва | Двигун                          | Потужність @ об/хв                                        | Крутний момент      | 0–100 км/год, с |
| --------- | ---------------- | ------------------------------- | --------------------------------------------------------- | ------------------- | --------------- |
| E200      | 02/2016–         | 1991 см3 R4 M274 DE20 AL        | 135 кВт (184 к.с.)                                        | 300 Н·м @ 1200–4000 | 8.1 (7.7)       |
| E250      | 07/2016–         | 1991 см3 R4 M274 DE20 AL        | 155 кВт (211 к.с.)                                        | 350 Н·м @ 1200–4000 | 6.9             |
| E300      | 07/2016–         | 1991 см3 R4 M274 DE20 AL        | 180 кВт (245 к.с.)                                        | 370 Н·м @ 1300–4000 | 6.3             |
| E350 e    | 07/2016–         | 1991 см3 R4 M274 + електромотор | 205 кВт (279 к.с.) (155 кВт двигун + 60 кВт електромотор) | 600 Н·м (350+280)   | 6.2             |
| E400      | 07/2016–         | 2996 см3 V6 M276 DE30 AL        | 245 кВт (330 к.с.)                                        | 480 Н·м @ 1400–4000 | 5.3             |
| E43 AMG   | 07/2016–         | 2996 см3 V6 M276 DE30 AL        | 295 кВт (401 к.с.)                                        | 520 Н·м @ 2000–4200 | 4.6             |
| E63 AMG   | 03/2017–         | 3996 см3 V8 M177 DE40 AL        | 571 к.с.                                                  | 750 Н·м             | 3.5             |
| E63 S AMG | 03/2017–         | 3996 см3 V8 M177 DE40 AL        | 612 к.с.                                                  | 850 Н·м             | 3.4             |

#### Дизельні
| Модель | Роки виробництва | Двигун                                   | Потужність @ об/хв                                | Крутний момент | 0–100 км/год, с |
| ------ | ---------------- | ---------------------------------------- | ------------------------------------------------- | -------------- | --------------- |
| E200 d | з 07/2016        | 1950 см3 R4 OM654 DE20 LA                | 110 кВт (150 к.с.)                                | 360 Нм         | 8,4             |
| E220 d | з 02/2016        | 1950 см3 R4 OM654 DE20 LA                | 143 кВт (194 к.с.)                                | 400 Нм         | 7,3             |
| E300 d | з 2017           | 1950 см3 R4 OM654 DE20 LA                | 170 кВт (231 к.с.)                                | 450 Нм         | В очікуванні    |
| E350 h | з 07/2016        | 1950 см3 R4 OM654 DE20 LA + електромотор | кВт (к.с.) (143 кВт двигун + 60 кВт електромотор) | 400+280 Нм     | 6,2             |
| E350 d | 06/2016–05/2017  | 2987 см3 V6 OM642 LS DE30 LA             | 190 кВт (258 к.с.)                                | 620 Нм         | 5,9             |

## Модифікації

### Універсал (S213)

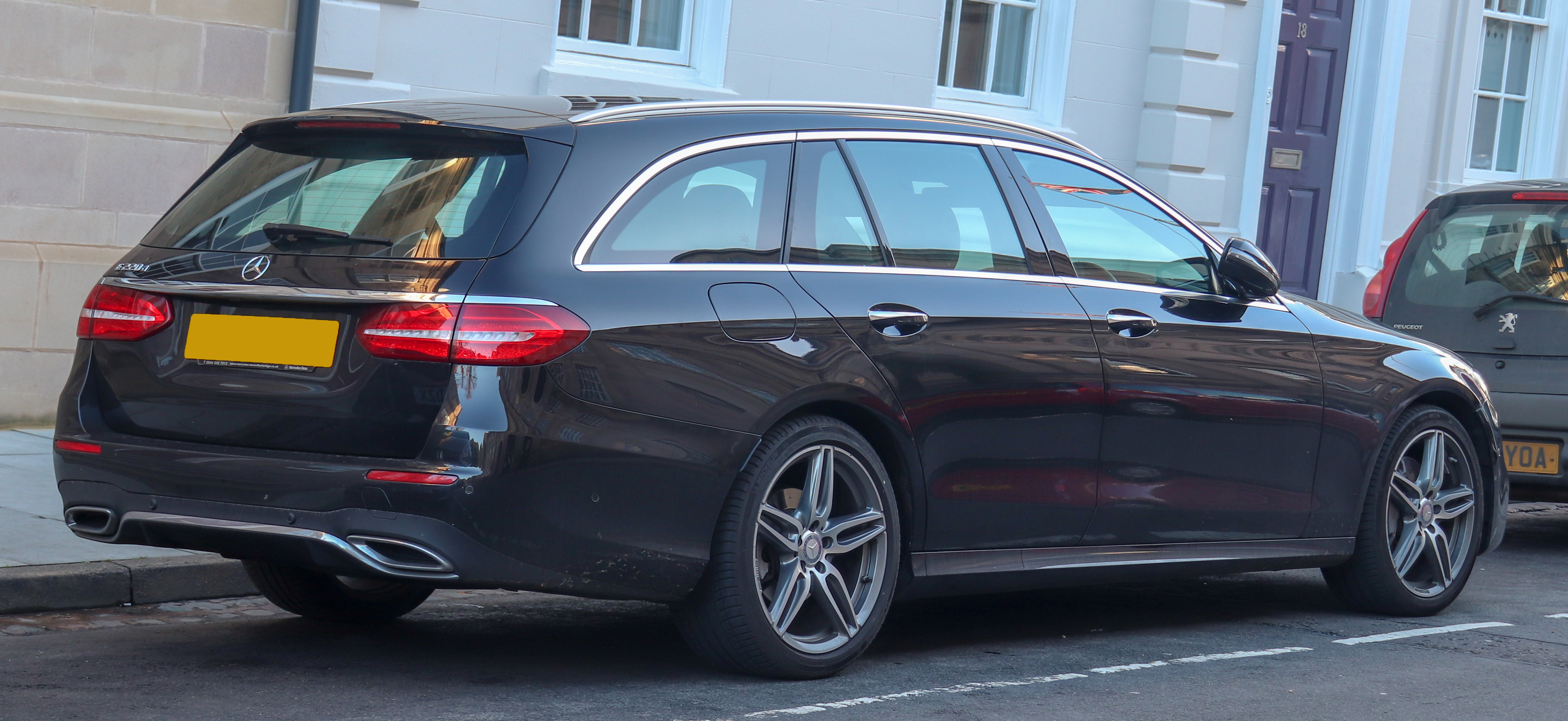
Mercedes-Benz E 220d (S213)

Влітку 2016 року у спеціальному заході в Штутгарті компанія Mercedes-Benz представила новий E-клас в кузові універсал (внутрішній індекс S213). За рівнем оснащеності дана версія не відрізняється від седана з його численними сучасними системами пасивної і активної безпеки. Проте, новинка має вантажний відсік об'ємом від 670 до 1820 літрів при складених сидіннях (у попередньої моделі ці показники становили 695 і 1950 літрів відповідно), а трохи пізніше в багажнику стане доступний третій ряд для дітей. Для тимчасового збільшення обсягу вантажного відсіку на 30 літрів можливе відхилення на 10 градусів спинки дивана. Двері багажника оснащена електроприводом з функцією активації махом ноги (EASY-PACK). Саме багажне відділення оснащено великою кількістю сіток, кріплень і направляючих, а спинка дивана поділена в пропорції 40:20:40.

### Кросовер All-Terrain (X213)

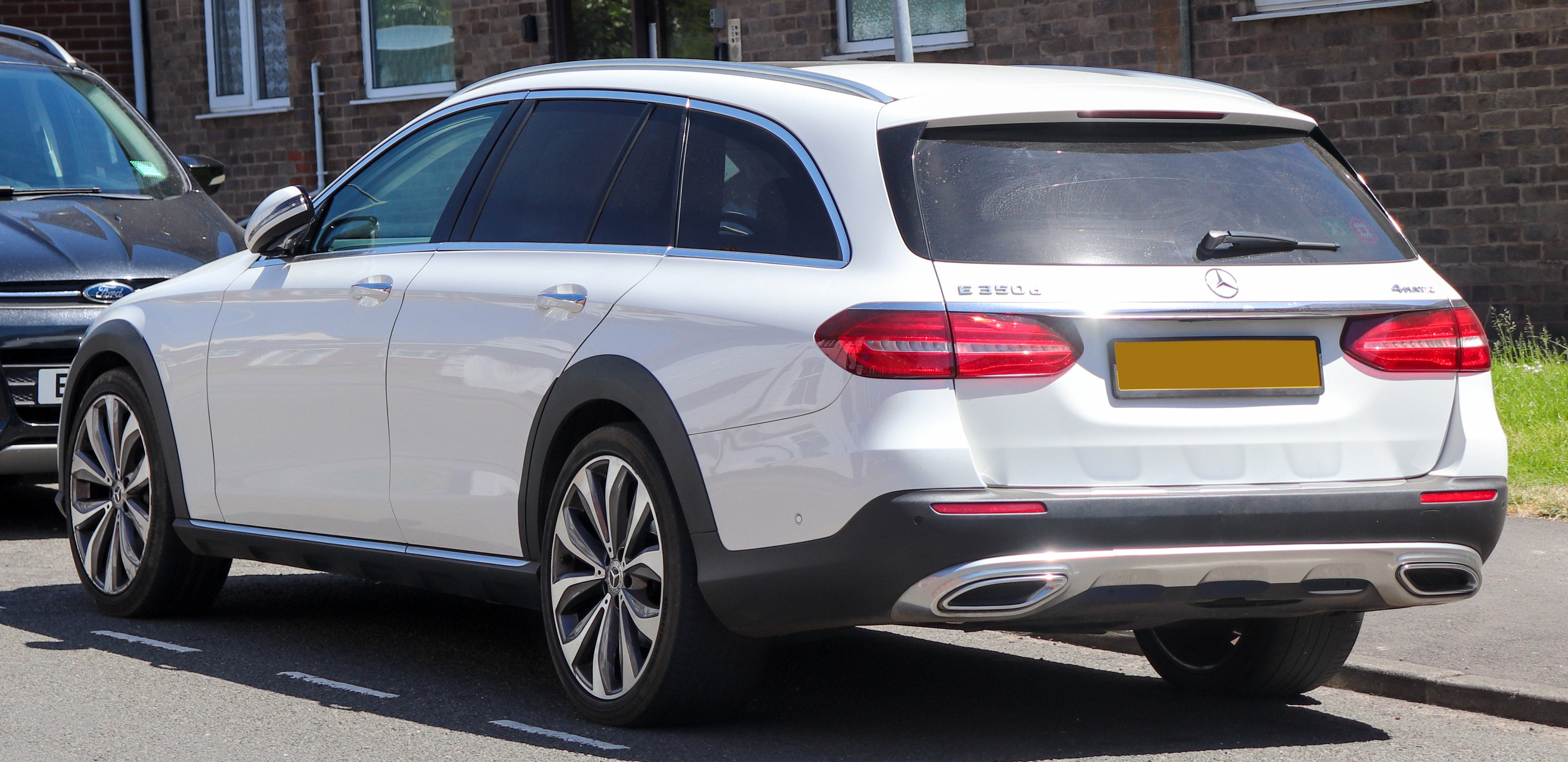
Mercedes-Benz E 250d All-Terrain (X213)

Шпигунські знімки особливої версії E-класу в кузові універсал з'явилися в мережі Інтернет ще в липні 2016 года. Прем'єра 213 серії спеціальної позашляхової серії «All-Terrain» (внутрішній індекс X213) відбулася у вересні 2016 року на Паризькому автосалоні. Зовнішні зміни в порівнянні зі стандартним E-класом в кузові універсал полягають в інший решітці радіатора (в стилі флагманського позашляховика GLS-класу) з розташованої в центрі фірмовою зіркою компанії і двома ламелями кольору «сріблястий іридій матовий», а також наявності неокрашенного (чорного) пластикового обважування.
В кінці січня 2017 року компанія Mercedes-Benz представила детальну технічну інформацію про універсал E-класу 213 серії версії «All-Terrain». Виходячи з опублікованих даних стало відомо, що новинка отримала систему повного приводу 4MATIC, багатокамерну пневматичну підвіску AIR BODY CONTROL (завдяки якій кліренс моделі збільшився на 20 міліметрів), спеціальну систему All-Terrain, облягаючий експлуатацію автомобіля в умовах бездоріжжя, 9-ступінчасту трансмісію 9G-Tronic і сучасні вдосконалені системи безпеки. У стандартному оснащенні моделі присутня функція DYNAMIC SELECT, а екстер'єр автомобіля виконаний в лінії виконання AVANTGARDE, хоча клієнтам як і раніше доступні пакети EXCLUSIVE і designo.